# Степной муравей-жнец
Степной муравей-жнец, или европейский муравей-жнец, или зерноядный муравей (лат. Messor structor) — вид моногинных муравьёв-жнецов рода Messor (триба Pheidolini, подсемейство Мирмицины).
Под названием Messor clivorum Ruzsky включён в Красную книгу Республики Татарстан.

## Распространение
В узком таксономическом объёме (с 2018) встречается в таких странах Европы как Австрия, Болгария, Чехия, Франция, Венгрия, Румыния, Словения. В старом широком таксономическом Messor «structor» объёме (до разделения на 5 видов) имел широкое распространение в Западной Палеарктике. Встречается в странах Средиземноморья, Южной и Восточной Европы, на Кавказе, в Средней и Центральной Азии, Афганистане, Иране и Ираке, Ливане, Сирии, Израиле.

## Размеры вида
Размеры рабочих и полиморфных солдат варьируют от 3 до 9 мм. Размер самок и самцов около 1 см.

## Таксономия
Ранее под названием Messor «structor» (Latreille, 1798) понимался целый комплекс видов, которые в 2018 году в ходе молекулярно-генетических исследований ДНК и симбионтов Wolbachia  были разделены на 5 отдельных видов: Messor structor (Австрия, Болгария, Чехия, Франция, Венгрия, Румыния, Словения), M. ibericus  Santschi, 1925 (Болгария, Хорватия, Франция, Германия, Греция, Италия, Румыния, Словения, Испания, Швейцария), M. muticus  (Nylander, 1849) stat.rev. (Армения, Казахстан, Кыргызстан, Румыния, Россия, Украина), и два новых для науки вида, M. ponticus  sp.n. (Болгария, Румыния, Турция, Украина) и M. mcarthuri  sp.n. (Греция, Турция).
В 2018 году один из прежних синонимов, таксон Messor clivorum Ruzsky был восстановлен в самостоятельном видовом статусе (Steiner et al., 2018) и, предположительно, все северные популяции Messor muticus в России принадлежат к этому криптическому виду M. clivorum. В той же работе таксон Messor tataricus, судя по ареалу и по данным 2018 года может быть или Messor ponticus или Messor muticus. Оригинальное описание M. tataricus фрагментарно, а типы утеряны, поэтому предложено рассматривать M. tataricus nomen dubium.